# Čajkovci
Čajkovci is een plaats in de gemeente Vrpolje in de Kroatische provincie Brod-Posavina. De plaats telt 735 inwoners (2001).